# Каррабой
Каррабой (англ. Curraghboy; ирл. An Currach Buí) — деревня в Ирландии, находится в графстве Роскоммон (провинция Коннахт) у трассы R362, примерно в трёх километрах от Рахары.